# Ein gemeinsames Wort zwischen Uns und Euch
Den offenen Brief Ein gemeinsames Wort zwischen Uns und Euch sandten im Oktober 2007 islamische Gelehrte an die „Führer christlicher Kirchen überall“ (engl. Leaders of Christian Churches, everywhere …).

## Inhalt
Der 29-seitige offene Brief von 138 muslimischen Gelehrten an die Führer christlicher Kirchen wurde am 13. Oktober 2007 (Fest des Fastenbrechens 1428 A.H.) veröffentlicht und ruft zum Dialog über Gemeinsamkeiten der Religionen auf. Der Titel ist dem Koran entnommen, wo es in Sure 3, 64 heißt: „O Volk der Schrift, kommt herbei zu einem Wort, das gleich ist zwischen uns und euch“. Der Ausdruck „Volk der Schrift“ (Volk der Bibel) bezeichnet im Islam traditionell Juden und Christen. Da sich erstmals islamische religiöse Führer und Führungspersönlichkeiten unterschiedlichster Richtungen und Länder zusammengefunden haben, gilt die Initiative als historisches Ereignis.
Einer der 27 Adressaten des Briefes ist das Oberhaupt der römisch-katholischen Kirche, der damalige Papst Benedikt XVI. (siehe auch Papstzitat von Regensburg), der das Angebot zum Dialog am 19. November 2007 annahm. Folge war die Gründung des Katholisch-Muslimischen Forums, das seither in den Jahren 2008, 2011, 2014 und 2017 tagte.

## Adressaten des Briefes
- Papst Benedikt XVI.,
- Bartholomäus I., Patriarch von Konstantinopel, Neu Rom,
- Theodoros II., Papst und Patriarch von Alexandrien und ganz Afrika,
- Ignatius IV., Patriarch von Antiochien und dem gesamten Morgenland,
- Theophilos III., Patriarch der Heiligen Stadt Jerusalem,
- Alexius II., Patriarch von Moskau und ganz Russland,
- Paul, Patriarch von Belgrad und Serbien,
- Daniel, Patriarch von Rumänien,
- Maxim, Patriarch von Bulgarien,
- Ilia II., Erzbischof von Mtskheta-Tbilisi, Katholikos-Patriarch von ganz Georgien,
- Chrysostomos, Erzbischof von Zypern,
- Christodoulos, Erzbischof von Athen und ganz Griechenland,
- Sawa, Metropolit von Warschau und ganz Polen,
- Anastasios, Erzbischof von Tirana, Duerres und ganz Albanien,
- Christforos, Metropolit der Tschechischen und Slowakischen Republiken,
- Papst Schenuda III., Papst von Alexandrien und Patriarch von ganz Afrika des Apostolischen Stuhles des Heiligen Markus,
- Karekin II., Oberster Patriarch und Katholikos von ganz Armenien,
- Ignatius Zakka I. Iwas, Patriarch von Antiochien und des ganzen Ostens, Oberhaupt der Universellen Syrischen Orthodoxen Kirche,
- Mar Thoma Didymos I., Katholikos des Ostens auf dem Apostolischen Stuhl des Heiligen Thomas und Metropolit von Malankara,
- Abune Paulos, Fünfter Patriarch und Katholikos von Äthiopien, Echege des Stuhls St. Takla Haymanot, Erzbischof von Axum,
- Mar Dinkha IV., Patriarch der Heiligen Apostolischen Katholischen Assyrischen Kirche des Ostens,
- Rowan Williams, Erzbischof von Canterbury,
- Mark S. Hanson, Vorsitzender Bischof der Lutherischen Weltbundes, Leitender Bischof der Evangelisch-Lutherischen Kirche in Amerika,
- George H. Freeman, Generalsekretär des Methodistischen Weltrates,
- David Coffey, Präsident des Baptistischen Weltbundes,
- Setri Nyomi, Generalsekretär des Reformierten Weltbundes,
- Samuel Kobia, Generalsekretär des Weltkirchenrates.